# Alue Keumuneng
Alue Keumuneng is een bestuurslaag in het regentschap Aceh Barat van de provincie Atjeh, Indonesië. Alue Keumuneng telt 506 inwoners (volkstelling 2010).